# Kanton Villerupt
Villerupt is een kanton van het Franse departement Meurthe-et-Moselle. Het kanton maakt deel uit van het arrondissement Briey.

## Geschiedenis
Begin 2015 werd het aangrenzende kanton Herserange opgeheven en de gemeenten Hussigny-Godbrange, Longlaville, en Saulnes werden toegevoegd. Van het kanton Audun-le-Roman werden de gemeenten Crusnes, Errouville en  Serrouville aan het kanton Villerupt toegevoegd. Baslieux, Bazailles, Boismont en Ville-au-Montois werden overgeheveld naar het kanton Mont-Saint-Martin.

## Gemeenten
Het kanton Villerupt omvat de volgende gemeenten:
- Bréhain-la-Ville
- Crusnes
- Errouville
- Fillières
- Hussigny-Godbrange
- Laix
- Longlaville
- Morfontaine
- Saulnes
- Serrouville
- Thil
- Tiercelet
- Villers-la-Montagne
- Villerupt (hoofdplaats)